# کارلوس آگوستو (بازیکن فوتبال)
کارلوس آگوستو (زاده ۷ ژانویه ۱۹۹۹) بازیکن فوتبال اهل برزیل است که برای باشگاه فوتبال اینترمیلان در پست هافبک بازی می‌کند.

## افتخارات

### باشگاهی
اینتر میلان
- سری آ(۱): ۲۴–۲۰۲۳
- سوپر جام فوتبال ایتالیا(۱): ۲۰۲۳
- لیگ قهرمانان اروپا: ۲۵–۲۰۲۴ (نایب‌قهرمان)

## آمار ملی

### بازی‌های ملی
تا تاریخ ۲۲ نوامبر ۲۰۲۳
| برزیل | برزیل | برزیل |
| سال   | بازی  | گل    |
| ----- | ----- | ----- |
| ۲۰۲۳  | ۲     | ۰     |
| مجموع | ۲     | ۰     |